# Chiasmodon
Chiasmodon – rodzaj ryb okoniokształtnych z rodziny paszczękowatych (Chiasmodontidae).

## Klasyfikacja
Gatunki zaliczane do tego rodzaju:
- Chiasmodon asper
- Chiasmodon braueri
- Chiasmodon harteli
- Chiasmodon lavenbergi
- Chiasmodon microcephalus
- Chiasmodon niger – pożeracz czarny[4], okoń głębinowy[5]
- Chiasmodon pluriradiatus
- Chiasmodon subniger